# Plastic Ono Band
Plastic Ono Band var navnet på en konceptuel supergruppe dannet af John Lennon og Yoko Ono i 1969 inden opløsningen af The Beatles. Blandt de forskellige andre medlemmer af bandet var Eric Clapton, to andre fra The Beatles (George Harrison og Ringo Starr), kunstneren og bassisten Klaus Voormann, den senere trommeslager  i bandet Yes,  Alan White, der er medlem af Delaney & Bonnie, Who's trommeslager Keith Moon, New York bandet Elephant's Memory, Billy Preston, Nicky Hopkins, Phil Spector, og trommeslageren Jim Keltner.
I en gendannelse af conceptet i 2009 medvirkede blandt andre Sean Lennon.

## Navnet
I 2010 drøftede Yoko Ono oprindelsen af navnet "Plastic Ono Band": "Da jeg blev bedt om at lave en udstilling i Berlin, før John og jeg kom sammen, ville jeg bruge fire plaststande med en båndoptager i hver af dem som mit band. Jeg fortalte den historie til John, og han opfandt straks udtrykket " Plastic Ono Band ". .

## Eksterne kilder og henvisninger
1. ↑  http://imaginepeace.com/news/archives/7703 Arkiveret 3. januar 2010 hos  Wayback Machine </ ref> (Sommetider ændre det til John Lennon / The Plastic Ono Band eller Yoko Ono / The Plastic Ono Band og John & Yoko / The Plastic Ono Band)